# Сола, Рома
Рома Сола Брунет (исп. Romà Solà Brunet; 27 ноября 1886 — 1 марта 1927) — испанский футболист, вратарь клубов «Эспаньол» и «Барселона».
Первый каталонский вратарь «Барселоны». Играл за этот клуб с 1905 по 1911 год, приняв участие в 35 официальных матчах. Выиграл три чемпионата Каталонии, Кубок Пиренеев и Кубок короля.
В конце 1911 года вместе с группой игроков, недовольной любительским статусом и попытавшейся заработать на проведении матча от имени «Барселоны», был исключён из команды президентом Жоаном Гампером. Изгнанные игроки основали новый клуб «Casual SC», просуществовавший недолго.